# Aserbaidschanische Badminton-Mannschaftsmeisterschaft
Aserbaidschanische Badminton-Mannschaftsmeisterschaften werden seit der Saison 1996/1997 ausgetragen.

## Die Titelträger
| Saison    | Sieger            |
| --------- | ----------------- |
| 1996/1997 | Baku              |
| 1997/1998 | Baku              |
| 1998/1999 | Baku              |
| 1999/2000 | Baku              |
| 2000/2001 | Dinamo            |
| 2001/2002 | Neftchi           |
| 2002/2003 | Neftchi           |
| 2003/2004 | Dinamo            |
| 2004/2005 | Dinamo            |
| 2005/2006 | Tahsil            |
| 2006/2007 | Tahsil            |
| 2007/2008 | Tahsil            |
| 2008/2009 | Neftchi           |
| 2009/2010 | Neftchi           |
| 2010/2011 | Tahsil            |
| 2011/2012 | Tahsil            |
| 2012/2013 | Tahsil            |
| 2014/2024 | nicht ausgetragen |